# 本奥戸橋

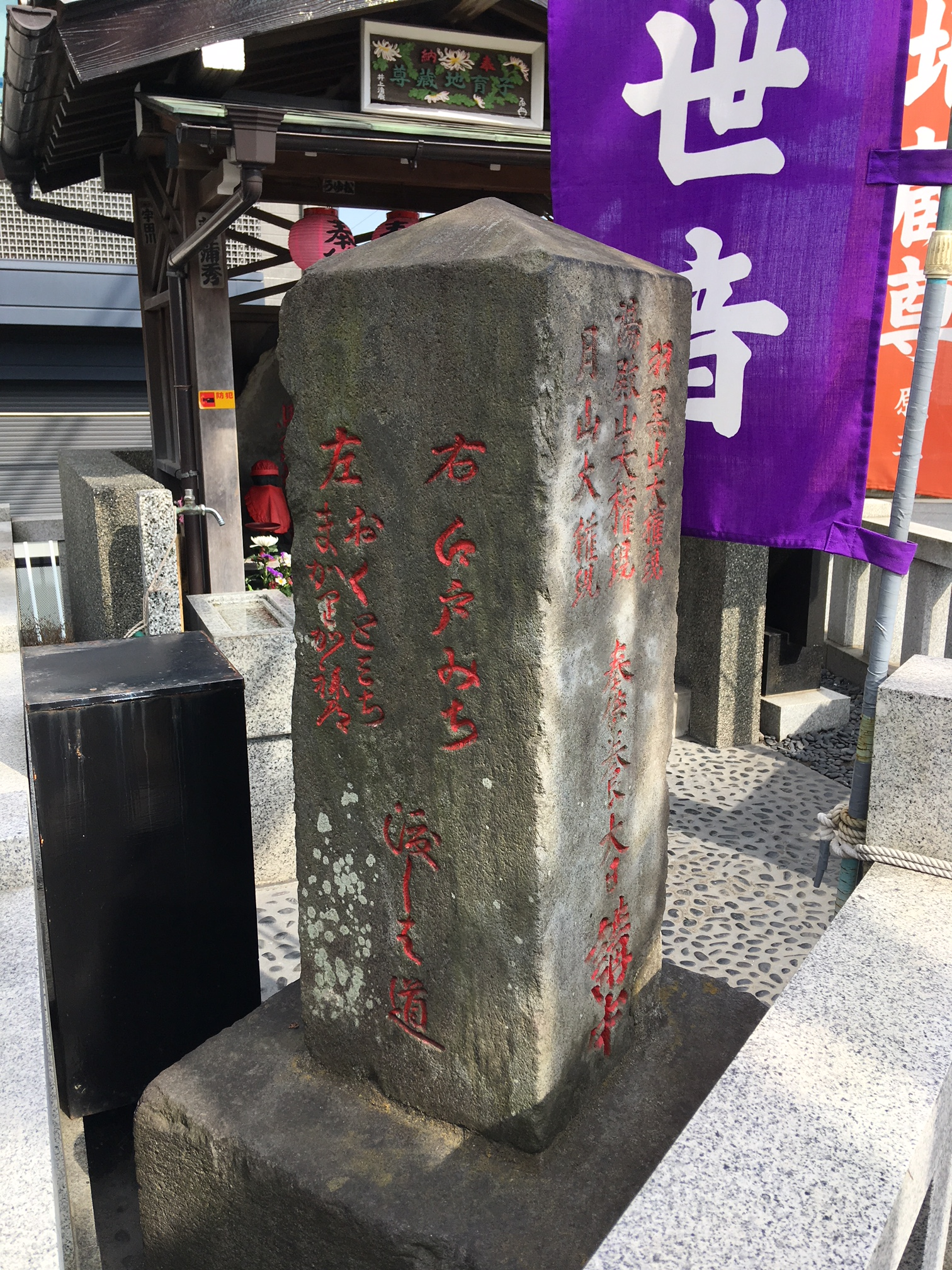
東京都葛飾区にある本奥戸橋のたもとにある道標

本奥戸橋（ほんおくどばし）は、中川に架かる東京都道60号市川四ツ木線（奥戸街道）の橋である。右岸（西詰）の東京都葛飾区立石八丁目および東立石四丁目と左岸（東詰）の奥戸二丁目の間を結んでいる。現在の橋は、1988年竣工の2代目である。

## 歴史

### 架橋以前
江戸時代から明治時代にかけて現在の本奥戸橋西詰は江戸市中の人々が柴又の帝釈天への参詣路として利用していたことで、人々の往来があり1755年（宝暦5年）に道しるべが建てられている 。また付近には「奥戸の渡し」と呼ばれる中川の渡船場があった。

### 1932年の橋

#### 架橋
関東大震災の後の帝都復興事業に対応する形で新たに決定した1927年（昭和2年）8月の東京府の都市計画の中に「補助線道路86号」（現在の都道60号市川四ツ木線の一部）があり、本奥戸橋はこの新道路の一部に当たっている。橋は1932年（昭和7年）4月開通、橋長122.1 m、幅員13.2 mの鋼橋で、西側が単純ポニートラス橋、東側がプレートガーダー橋という構造であった。名称は、その上流に1914年（大正3年）4月に架橋された「奥戸橋」が既に存在したため、これに対して名付けられたという。

#### 架橋後の様子
1947年（昭和22年）9月のカスリーン台風によって、上流の奥戸橋や下流の平和橋、上平井橋といった木橋が中川の増水によって相次いで破損、流出する中、本奥戸橋は鋼橋ということもあり大きな被害を免れたとみられる。
その後、本奥戸橋の周辺は花火大会や寒中水泳大会など地域のイベントの場としてしばらくの間利用されていた。

### 1988年の橋

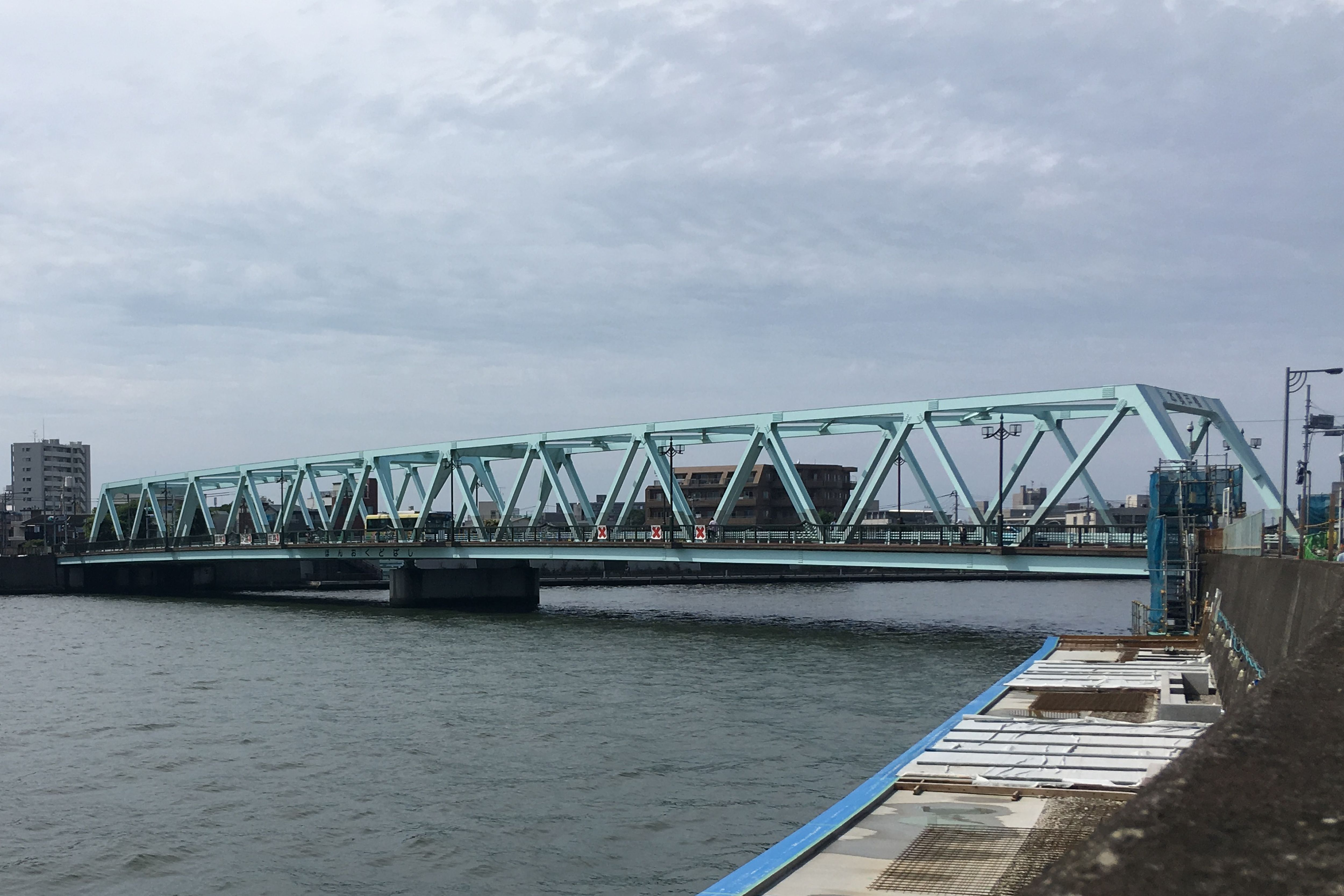
本奥戸橋（2018年6月）

架け替えは1980年（昭和55年）ごろより上流側に仮設の橋を架けて行われた。そして1988年（昭和63年）に完成し、 8月21日、記念式典が催された。このとき「ペスタロッチ広場」と名付けられた西詰の敷地に、記念碑が建立され、除幕式が挙行された。このほか、葛飾小学校の鼓笛隊による渡り式や夜間の灯ろう流しが行われた。

## 周辺
- 地蔵尊・馬頭観音・道しるべ・・・ペスタロッチ広場にある
- 立石郵便局
- 喜多向観音
- 西円寺
- 京成バス奥戸営業所
- 京成タウンバス
- 奥戸水神社
- 森市地蔵
- 森永乳業東京工場
- 立石様
- 葛飾税務署
- 京成立石駅・・・徒歩約10分

## 俗称について
本奥戸橋は地域民を中心にかなり初期より「奥戸橋」や「新奥戸橋」といった俗称で呼ばれていたことが知られている。
例えば、永井荷風の断腸亭日乗 1942年（昭和17年）6月4日において「雨中奥戸橋眺望画の如し」と記されているが、直後に「橋際に地蔵尊と道しるべの石あり。右江戸みち、左おくと渡し塲道、まかりかね道･･･」と続くことから、これが本奥戸橋を指していることが解る。また、1951年（昭和26年）発行の『新修 葛飾区史』680ページの写真の見出しは「奥戸橋」であるが、実際には本奥戸橋である。
2018年現在、近隣に正式名として奥戸橋や奥戸新橋を名乗る別の橋がそれぞれ存在する。

## 隣の橋
- 中川

（上流） - 青砥橋 - 奥戸橋 - 本奥戸橋 - 平和橋 - 上平井橋 - （下流）